# 奧爾達區

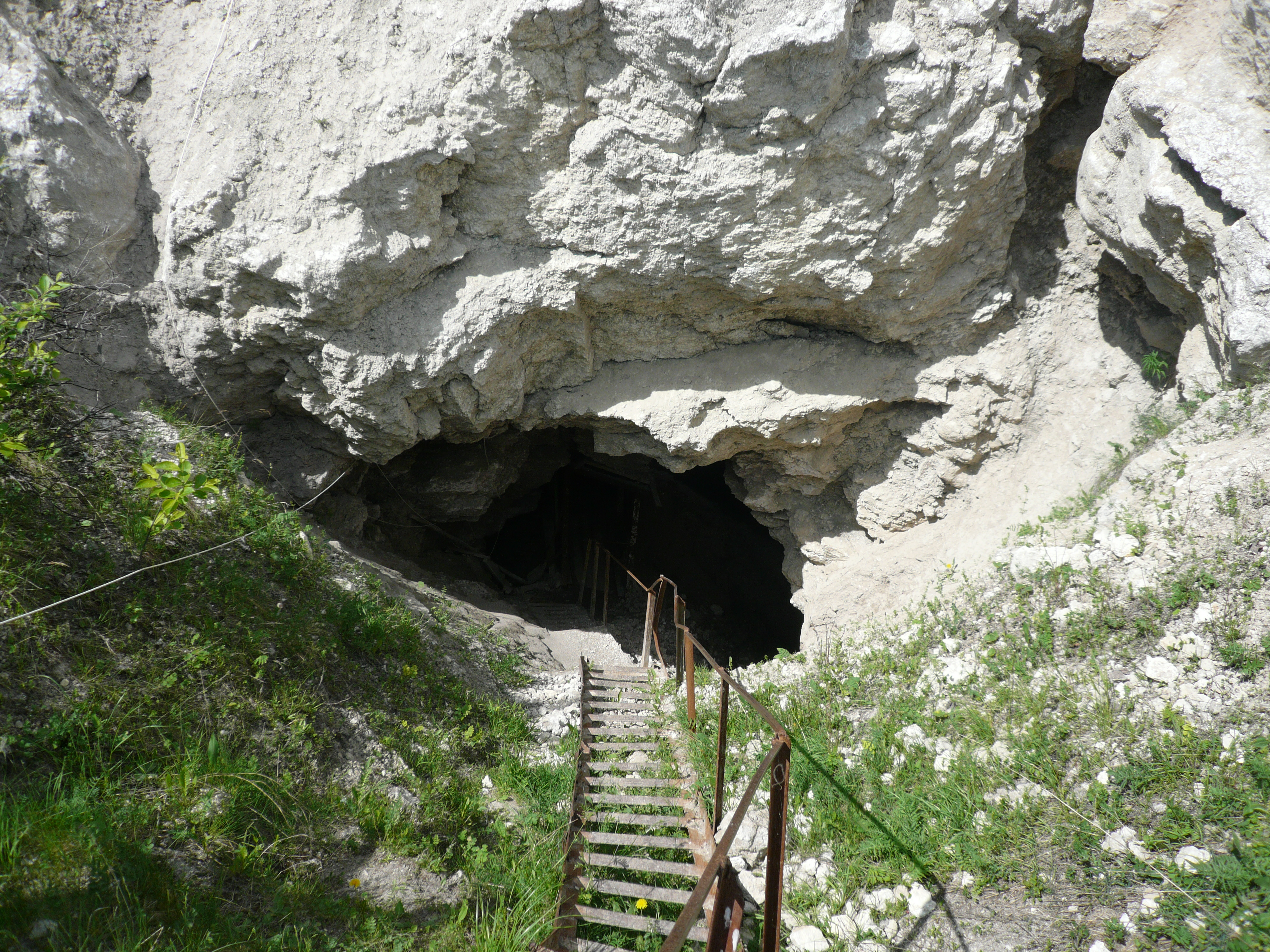

57°05′24″N 56°45′25″E / 57.090°N 56.757°E
奧爾達區（俄语：Ординский район），是俄羅斯的一個區，位於該國中西部，由彼爾姆邊疆區負責管轄，始建於1924年2月26日，面積1,418平方公里，2010年人口15,605，人口密度每平方公里11人。